# Monasterio de San Isidoro del Campo
El monasterio de San Isidoro del Campo se encuentra en el municipio español de Santiponce, situado en la provincia de Sevilla, en la comunidad autónoma de Andalucía, cerca de las ruinas de la ciudad romana de Itálica.

## Historia

### Edad Media

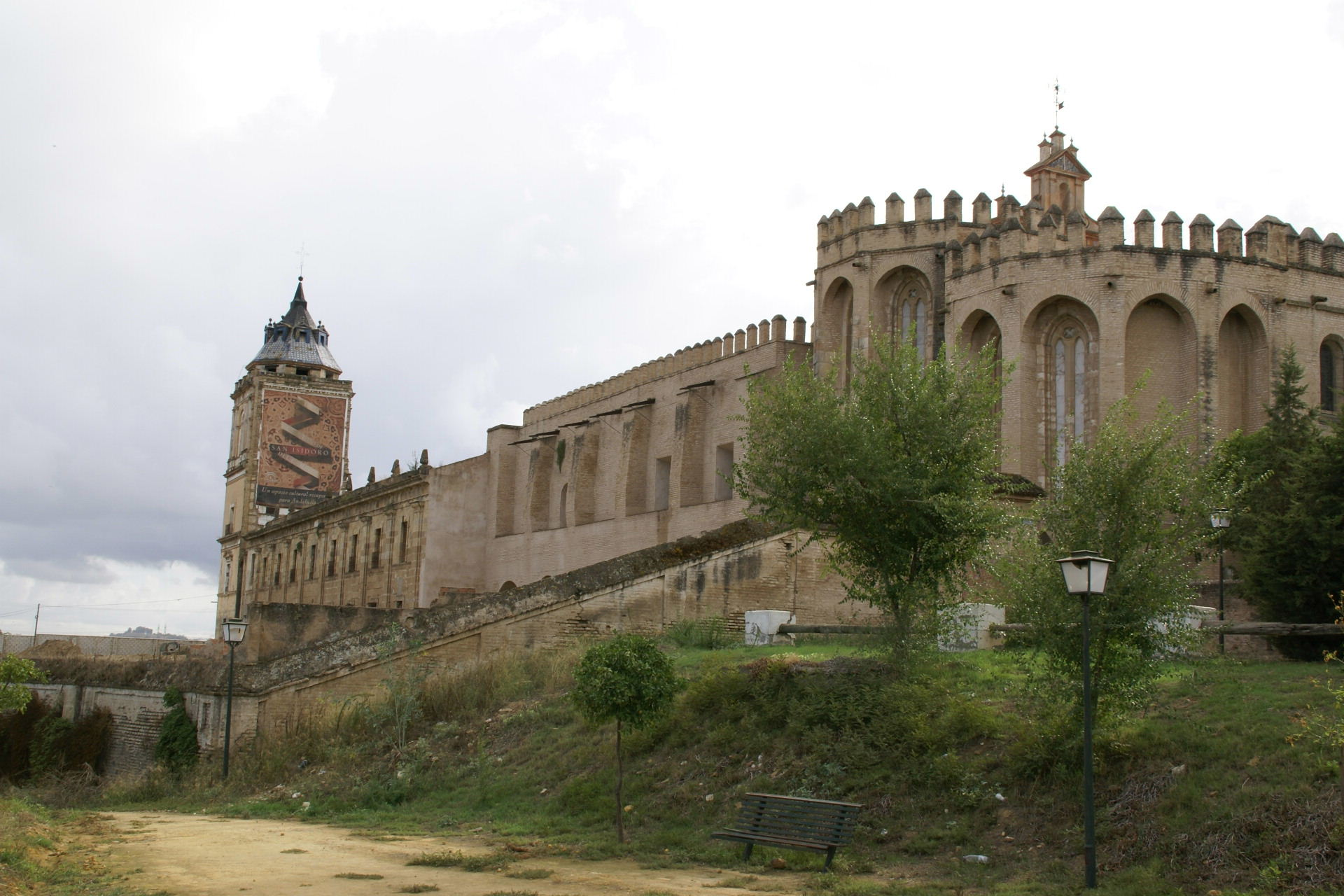
Monasterio de San Isidoro del Campo, en Santiponce.

El monasterio fue fundado en 1301 por Alonso Pérez de Guzmán, más conocido como Guzmán el Bueno, y su mujer María Alonso Coronel, fundadores de la Casa de Medina Sidonia, como panteón familiar y como testimonio de su piedad, siendo rey Fernando IV de Castilla. La edificación tuvo lugar sobre una ermita mozárabe en que según la tradición estuvo enterrado San Isidoro de Sevilla, hasta que fue traslado a la Basílica de San Isidoro de León en 1063. Juan Alonso, hijo del matrimonio, construyó adosada a la iglesia levantada por sus padres otra nave, siendo ambas conocidas como las iglesias gemelas.
El Monasterio fue cedido a los monjes cistercienses, siendo el Monasterio Cisterciense más meridional de toda Europa, que estuvieron en él hasta 1431. Los cistercienses fueron sustituidos por los ermitaños de los Jerónimos y en 1568 fue ocupado por la Orden de San Jerónimo. 

### Edad Moderna

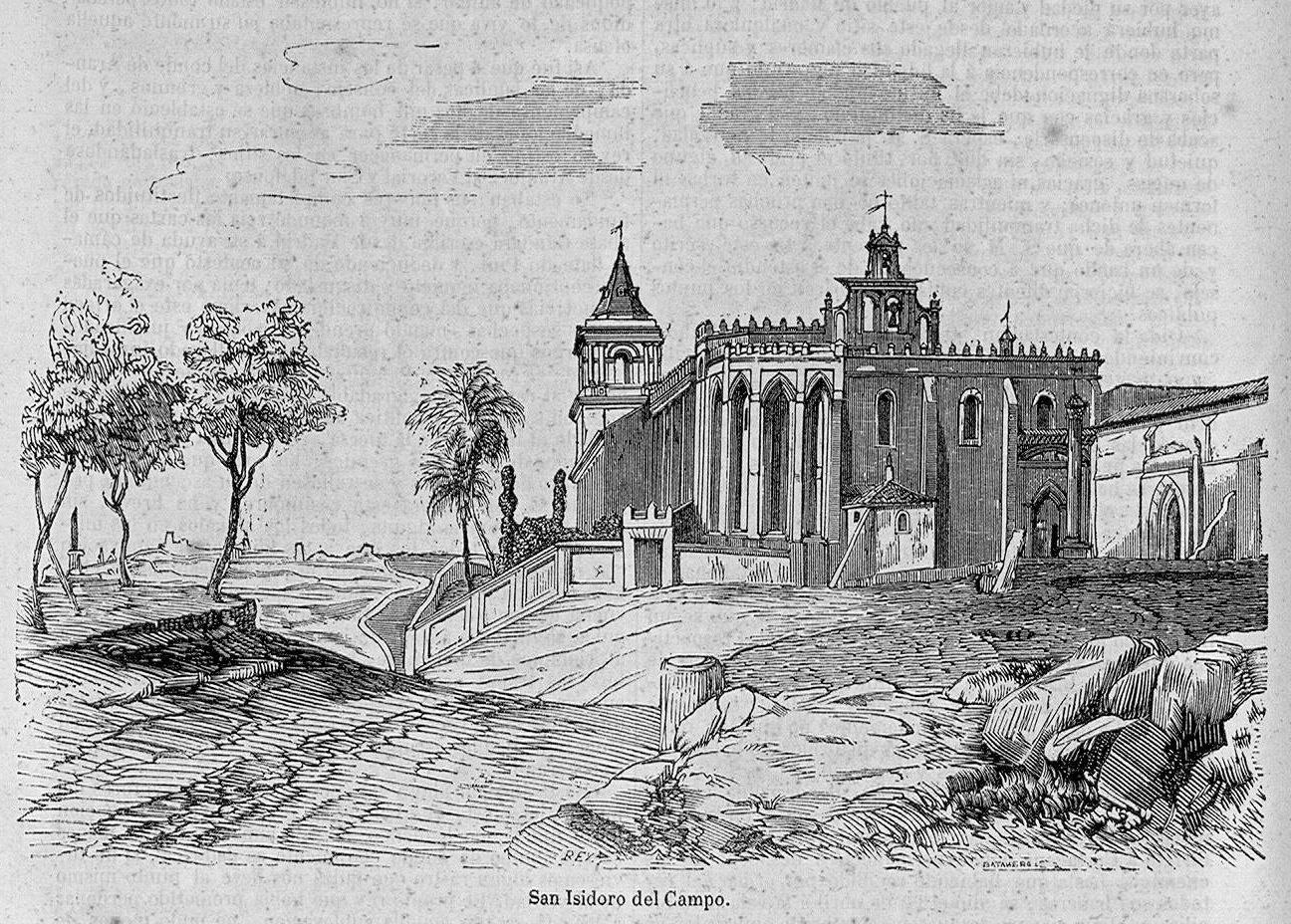
Grabado de mediados del del inmueble

Su historia está impregnada de importantes acontecimientos religiosos y artísticos. En el siglo XVI se desarrolló en él uno de los primeros focos de Reforma en España, ya que en su interior se leyeron y tradujeron libros prohibidos por la Inquisición. Algunos de los monjes propagandistas fueron ejecutados en autos de fe; otros con más suerte pudieron escapar a Europa, como el célebre Casiodoro de Reina, traductor de la primera Biblia castellana completa, en 1569,  versión todavía vigente (con revisiones, en especial la de 1602 realizada por Cipriano de Valera, miembro del mismo monasterio) en las iglesias evangélicas de todo el mundo hispánico. Esta es la famosa Biblia del oso, cuyas revisiones son actualmente las más leídas en español.

### Edad Contemporánea

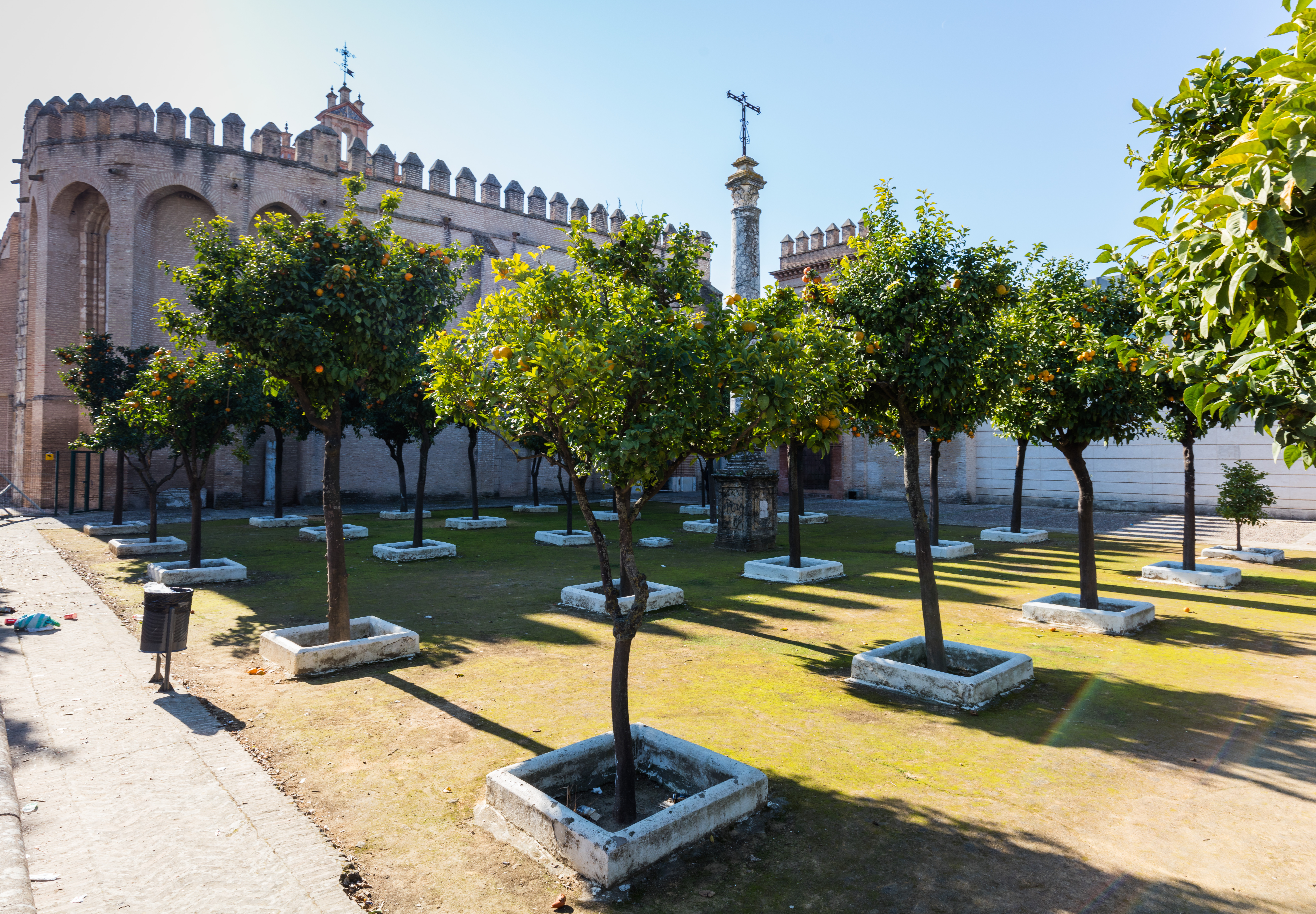
Patio de entrada.

En 1835, con la Desamortización de Mendizábal el convento perdió su condición. Tras varios destinos alternativos, desde 1956 hasta 1978 volvió a tener uso religioso siendo ocupado de nuevo por los Jerónimos.
En el año 2002 se lleva a cabo una primera fase de restauración gracias a una inversión de la Junta de Andalucía, en la que se recuperan la mayor parte de las dependencias construidas durante la Edad Media, permitiendo además las visitas del público general. Entre estas instalaciones destacan las dos naves de la iglesia (llamadas también iglesias gemelas, al ser levantadas por Guzmán el Bueno y su hijo, respectivamente), la sala capitular, la sacristía o el claustro de los muertos, uno de los principales referentes del arte mudéjar. En esta época coincidiendo con el aniversario de la primera publicación de la Biblia del Oso se instalan paneles informativos acerca de la relevancia que esta obra tuvo para el castellano y para el protestantismo en España.
En 2020 de nuevo la Consejería de Cultura y Patrimonio de Andalucía aprueba una inversión más de 4 millones de euros para completar la restauración del monasterio a lo largo de 29 meses (3 años) en la que sería la segunda fase de intervención en este conjunto monumental. Dicho proceso detendrá el deterioro que sufren el claustro jerónimo y la torre barroca, entre otros elementos, donde se mezcla lo mejor del gótico, el mudéjar y el barroco. Además, se recuperarán la almazara, cuyas cubiertas están paulatinamente derrumbándose por la ruina y colapso de las pilastras de la arquería intermedia, junto con las naves del pósito y del almacén cuyas cubiertas ya han sufrido derrumbes en las naves laterales y la nave sur del claustro que ya había sufrido un derrumbe parcial de su forjado de cubierta.

## Descripción y características
Conjunto arquitectónico en que están representados básicamente los estilo gótico y mudéjar. Está formado por:

### Templo

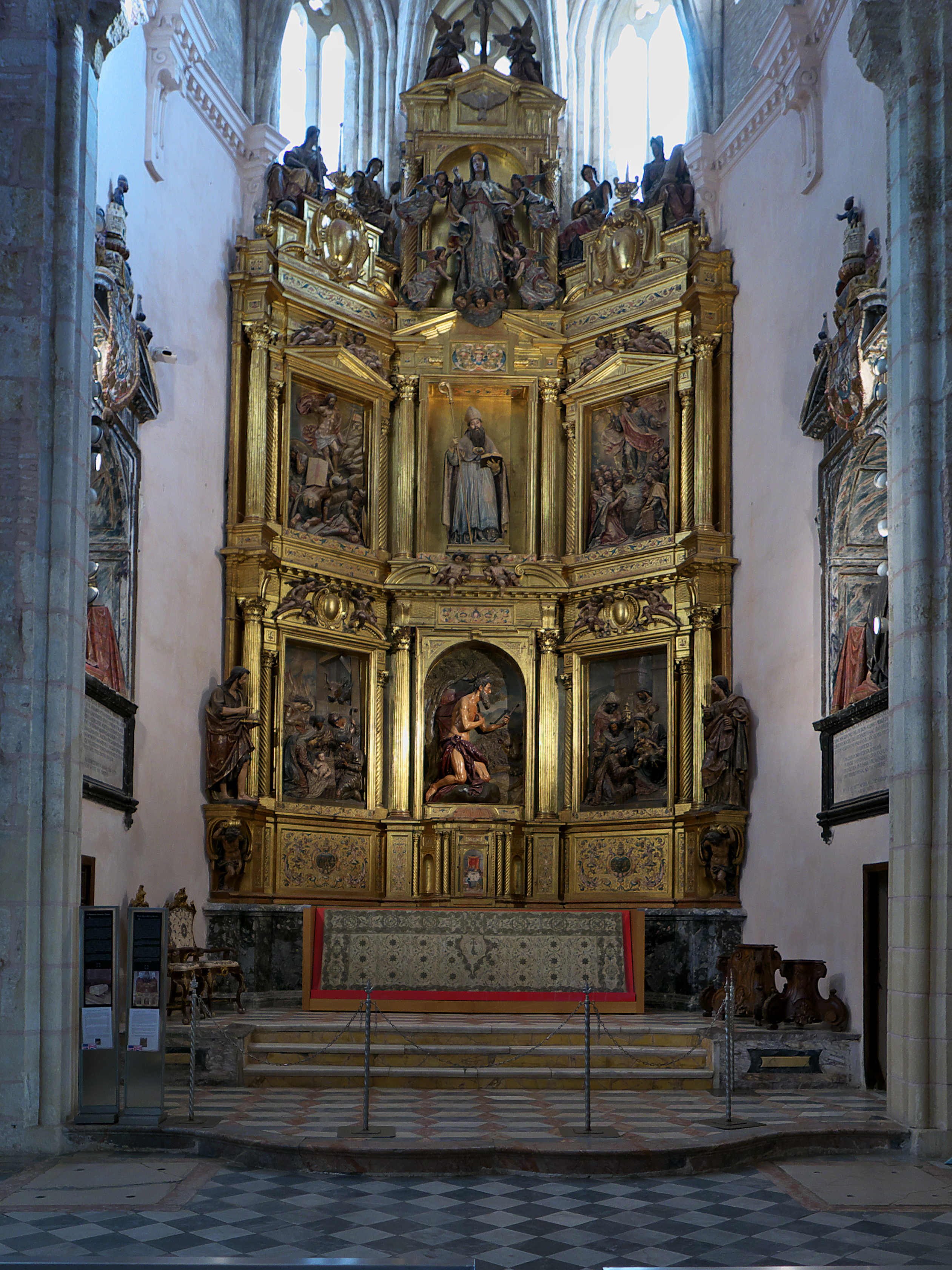
Detalle del retablo de la iglesia, elaborado por Martínez Montañés.

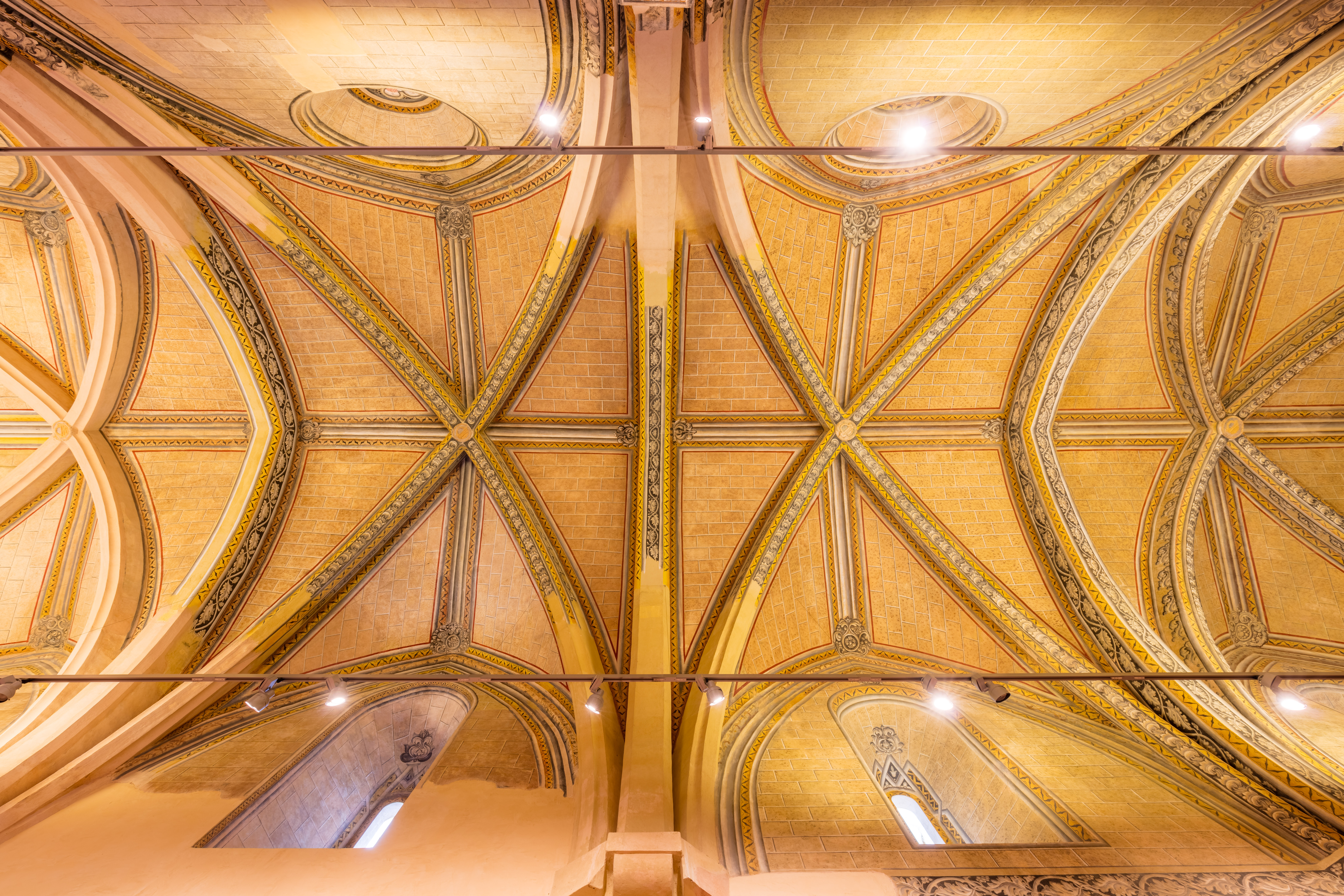
Techo del monasterio.

Cuenta con dos naves góticas. Unida a la primera iglesia, Juan Alonso, hijo de Guzmán el Bueno, construyó otra nave, siendo ambas conocidas como las iglesias gemelas.
Destaca en la iglesia sobremanera el retablo realizado por Juan Martínez Montañés. La obra, de dos cuerpos divididos en tres calles, está presidida por la imagen de San Jerónimo penitente. Son de gran valor los relieves de las calles laterales que representan la Adoración de los Pastores y la Epifanía. Exentas del retablo figuran las imágenes de los Santos Juanes y las figuras orantes de don Alonso y doña María Coronel, mecenas del convento. Estas últimas constituyen dos de las escasas excepciones civiles dentro de la obra de Martínez Montañés, eminentemente sacra.
Otras obras presentes de Montañés son San Joaquín y Santa Ana, la Virgen con el niño en brazos de la Capilla del Reservado y un crucificado.

### Claustros de estilo mudéjar

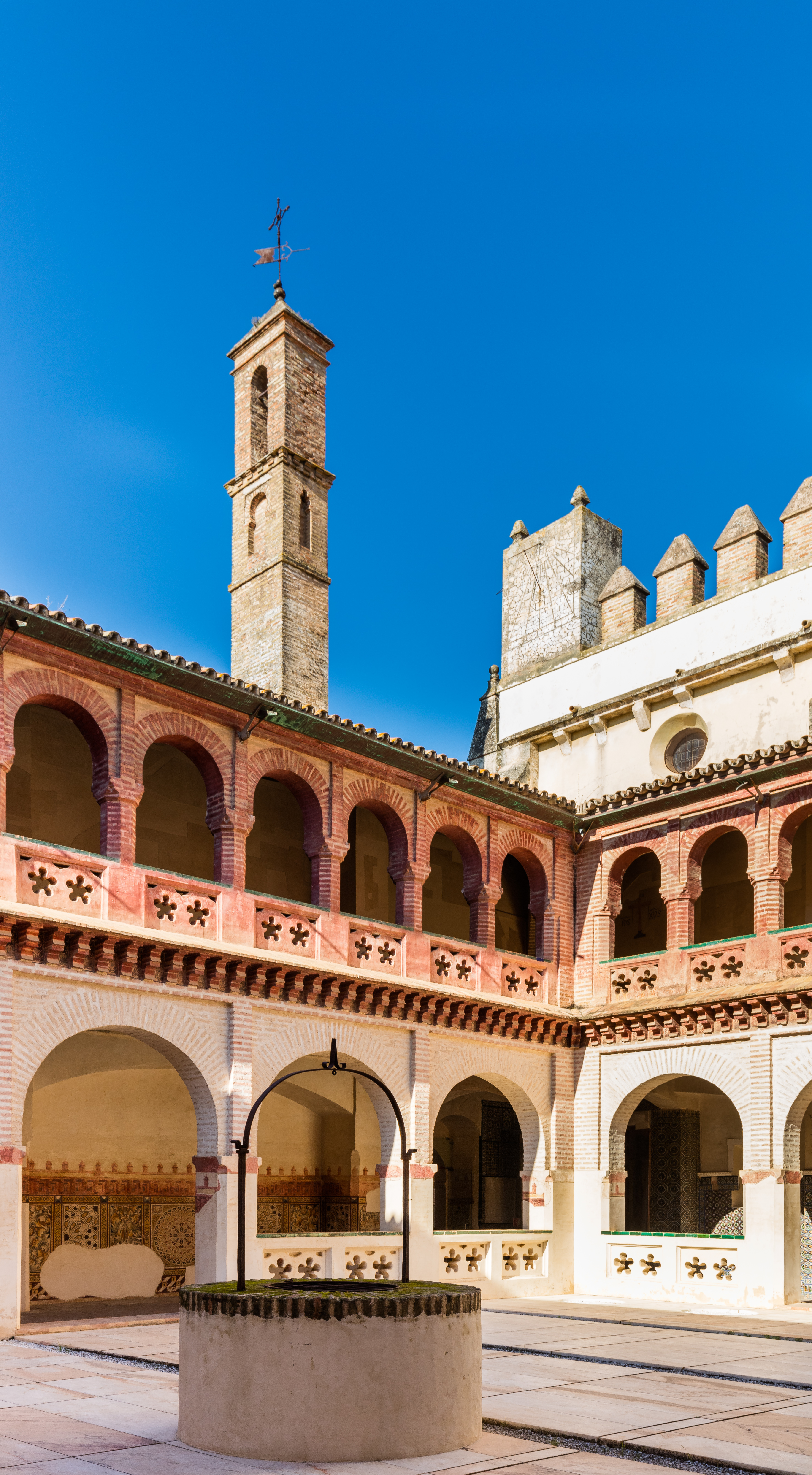
Claustro de los Muertos

Tiene dos, el de los Muertos y el de los Evangelistas, este último decorado con frescos datados en el siglo XV atribuidos por unos a Diego López, maestro mayor de los pintores del Alcázar de Sevilla y según otros autores a Pedro de Toledo. Los frescos son de un nivel igualable, con un gran estado de conservación, tras la rehabilitación de que han sido objeto a finales del siglo XX y a pesar de que en la revolución de 1868 sufrieron graves destrozos.
El Claustro de los Muertos es de estilo mudéjar, de planta rectangular, con doble galería y arcos peraltados enmarcados en alfiles que apean sobre pilares ochavados. Las pinturas que se encuentran son murales al fresco con decoración y lacerías mudéjares. Hallamos restos de una Anunciación, de Juan Sánchez y es de estilo hispanoflamenco, también encontramos un San Miguel a la grisalla.

### Sacristía

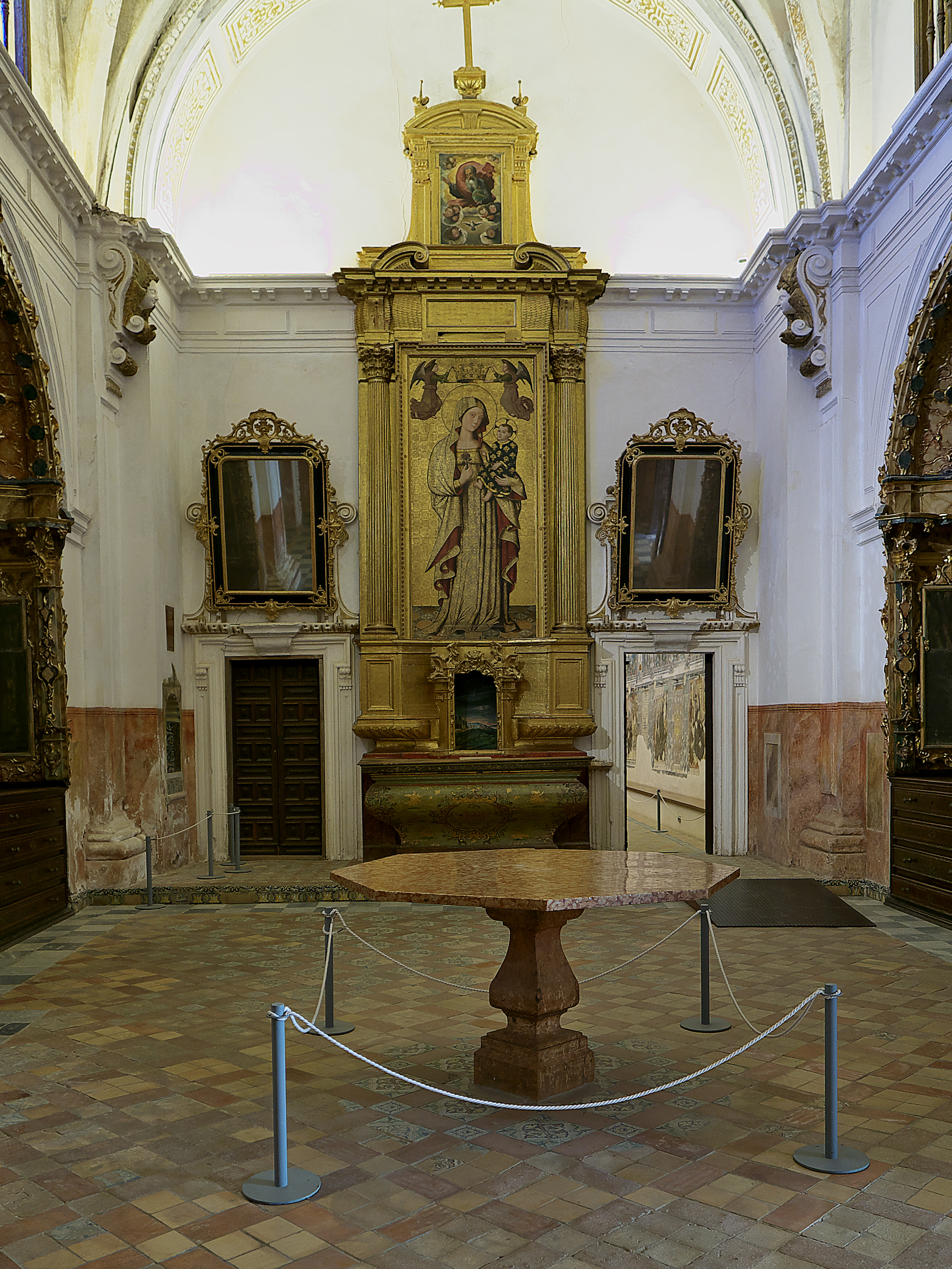
Sacristía

La sacristía de este monasterio respondía al nuevo tipo de sacristía contrarreformista que, procurando la dignificación del culto divino, debía ser, en palabras de San Carlos Borromeo “amplia y de tal modo que se extienda un poco más largamente”. Esta nueva manera de concebir la sacristía coincidía con el empeño de los jerónimos en el cuidado y el esplendor de la liturgia. Así, tras la desaparición de los isidros, se llevó a cabo una profunda reforma a principios del siglo XVII.
La sacristía, que se amplió en altura a costa del espacio de los antiguos dormitorios, y de la sala capitular para aumentar sus dimensiones, utilizando en total algo más de dos tramos cubiertos por las bóvedas de crucería medievales. El espacio, de planta rectangular, se articula por medio de sencillas pilastras decoradas con cabezas de querubines y se ilumina con ventanas de traza protobarroca que vienen a sustituir los antiguos y estrechos vanos mudéjares que se decoraban con arcos polilobulados hacia el interior, uno de los cuales puede aún distinguirse bajo el blanco enfoscado. Además, el conjunto se decora con grutescos y líneas doradas que ennoblecen sus trazas.
Tal como era habitual en las sacristías españolas de traza manierista, las cajoneras se situaban bajo arcosolios, que en este caso completan su decoración con retablos pictóricos, originariamente de estilo similar a las cajoneras y que en el siglo XVIII fueron convertidos en retablos hornacinas de tipo rococó.
De su decoración destaca el retablo de la Virgen de la Antigua. La tabla, obra de gran calidad atribuida a Cristóbal de Mayorga, aparece enmarcada por columnas torsas y capiteles corintios siguiendo los esquemas habituales en el primer tercio del siglo XVII. Los lienzos del Cristo atado a la Columna y del Entierro de Cristo se deben a un seguidor de Juan de Roelas, y fueron encargados junto con las cajoneras, realizadas por Alfonso Rojo.

### Sala capitular

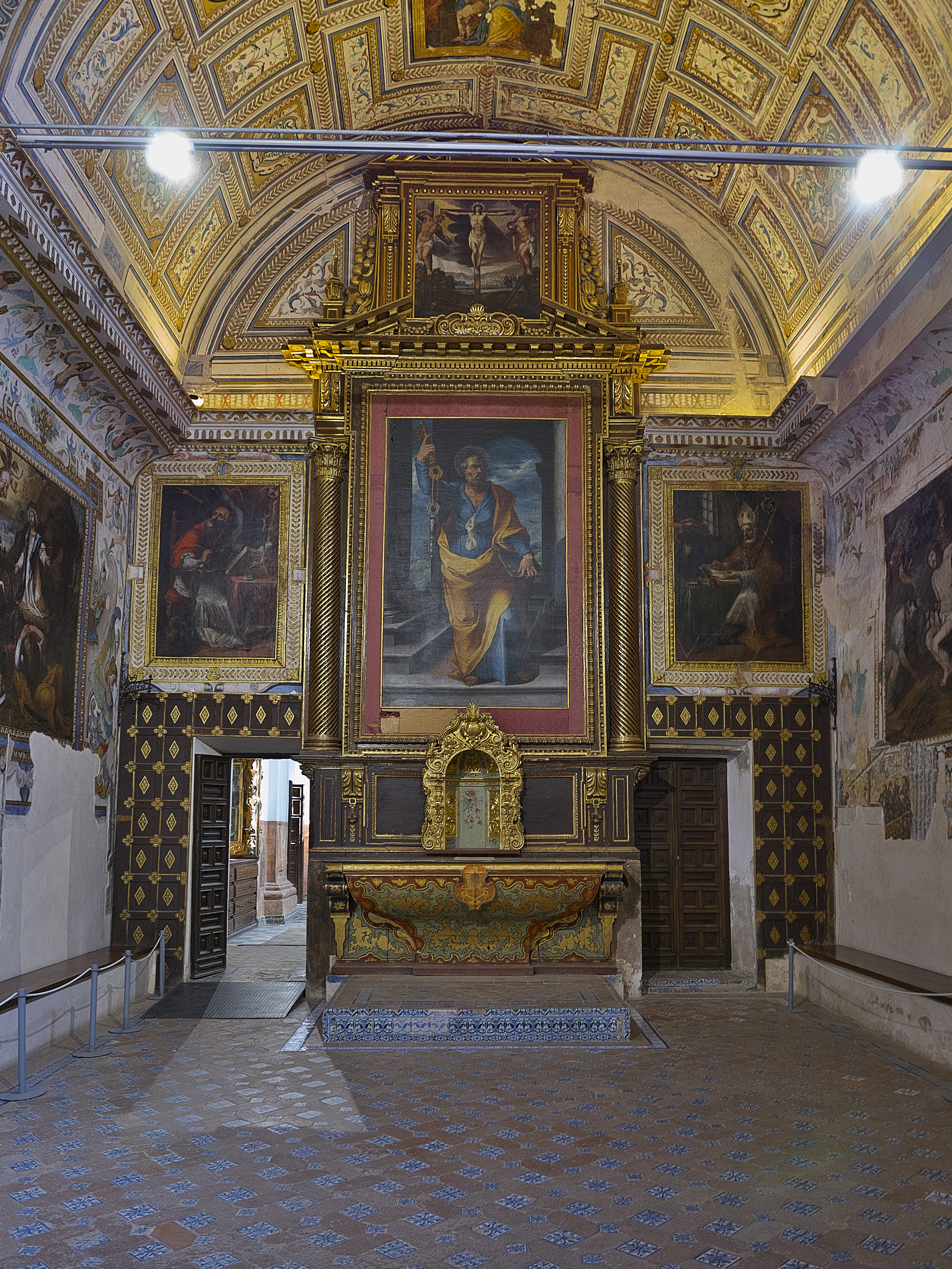
Sala Capitular

La Sala capitular sufrió en su estructura y en su decoración cambios históricos muy importantes. Así, con la llegada de los isidros se eliminó la segunda planta, donde estuvo el dormitorio común cisterciense y se realizó la decoración pictórica dedicada a la vida de San Jerónimo de la que se han conservado las escenas de La imposición del capelo cardenalicio, La partida hacia Tierra Santa, San Jerónimo dictando a los monjes, La aparición del león y El robo de los asnos, encuadradas por una estructura arquitectónica de traza gótica, con pináculos y crestería tras la que se vislumbra un paisaje idealizado. El conjunto se completa con paneles de clara ascendencia mudéjar. 
Nuevamente, fue transformada en el primer tercio del siglo XVII, cubriéndose con una bóveda encamonada de medio cañón que oculta la bóveda primitiva de crucería. Al mismo tiempo se dispuso una decoración clasicista que ocultó los frescos medievales, que seguían proclamando la vocación investigadora y de estudio de las sagradas escrituras que los jerónimos habían heredado de su legendario patrón y que podía ser sospechosa tras la represión del foco reformista. Así, esta decoración clasicista venía a imponer silencio a este pasado, y sus formas de tradición italiana proclamaban el nuevo estilo que se irradiaba desde El Escorial. En ella aparecen alegorías de la Justicia, la Caridad y la Concordia, virtudes para el buen gobierno. La decoración se completó con los lienzos de los Apóstoles y Evangelistas y La Flagelación de Cristo, copias de los que hiciera Navarrete el Mudo para El Escorial.

### Refectorio

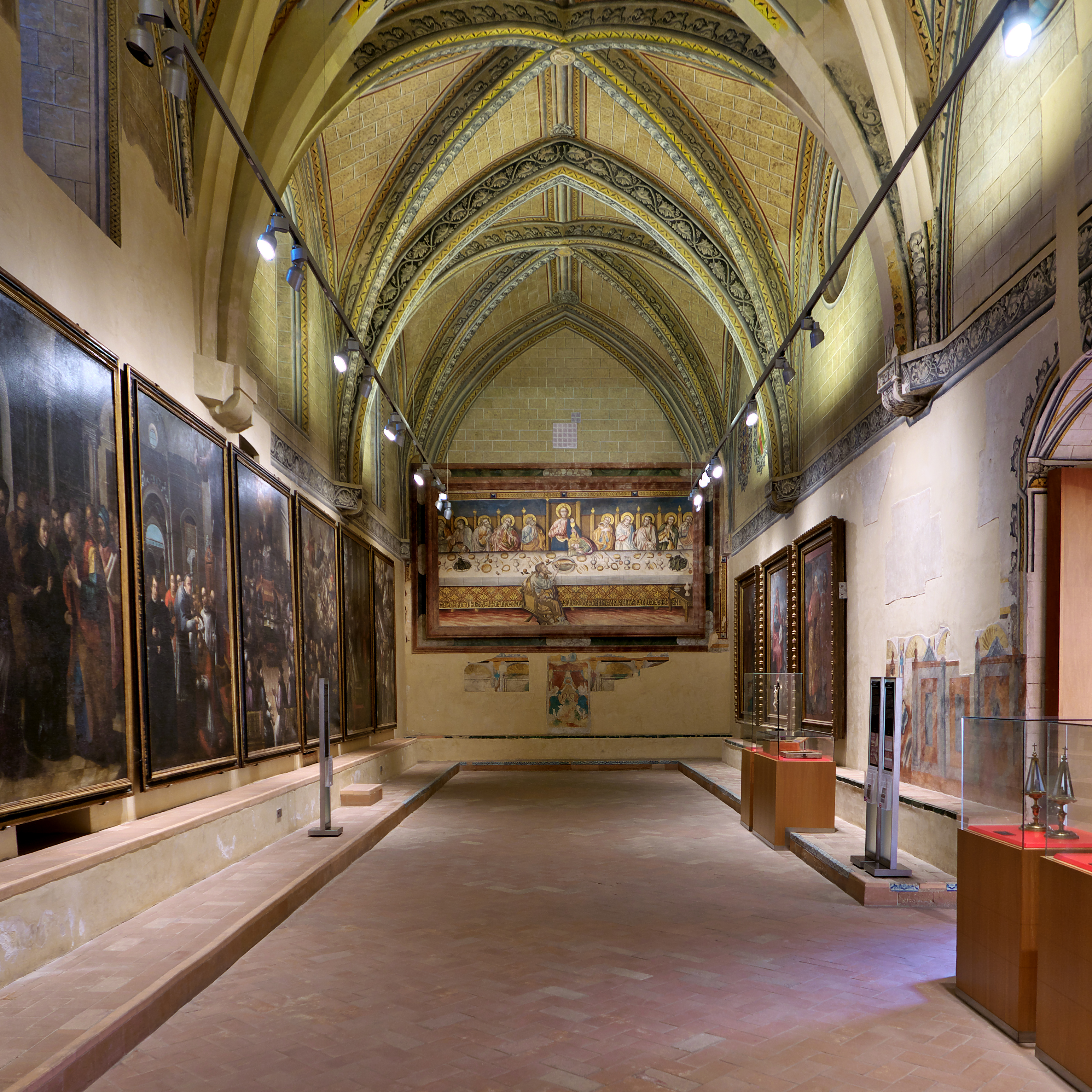
Refectorio

El refectorio se sitúa en un espacio rectangular que ocupa el ala occidental del claustro y se cubre con bóvedas de crucería cuatripartita, apoyadas sobre ménsulas repisas. Corresponde a la obra primitiva del siglo XIV, que sigue los postulados de la arquitectura gótica de raíz burgalesa tan frecuente en Sevilla, tal como muestra la propia fábrica y las ventanas que dan al claustro, y que sin embargo, al exterior se rematan con arcos polilobulados de tradición almohade. 
Sobre los muros de arquitectura ascética y espíritu cisterciense, los monjes jerónimos desplegaron un amplio programa decorativo e iconográfico a finales del siglo XV. El refectorio está presidido por la Sagrada Cena, una de las obras de más empeño de este conjunto de pinturas murales, único en España. La representación de la Cena está concebida con el carácter monumental y el gusto propio del arte italiano y del gótico internacional, lo que hizo que se atribuyera junto con el resto de los murales a artistas de procedencia florentina; sin embargo, actualmente se vinculan a la estela artística de los miniaturistas italianizantes que trabajaron en la Catedral de Sevilla. 
El resto del espacio arquitectónico se completa con una decoración heráldica, despiece de sillares, baquetones, friso con cardinas y otras molduras fingidas, y cenefas que subrayan los perfiles de la arquitectura real. Del esplendor de este ámbito y del cuidado que los jerónimos pusieron en su decoración dan muestra las tres decoraciones pictóricas superpuestas de los sitiales, correspondientes a los siglos XVI, XVII y XVIII, documentados en los trabajos de restauración.

## Conservación
En el año 2002 fue objeto de profunda rehabilitación que le ha devuelto el esplendor y el relieve que merece este magnífico conjunto. En el año 2002 dentro de los actos del VII Centenario de su fundación por Guzmán el Bueno, la Consejería de Cultura de la Junta de Andalucía presentó una valiosísima exposición titulada "San Isidoro del Campo (1301-2002): Fortaleza de la Espiritualidad y Santuario del Poder", que supuso la reapertura del monasterio tras un largo periodo de restauración aún no concluido en su integridad y que ha devuelto una parte del esplendor y el relieve que merece este magnífico conjunto.
Concluida la exposición San Isidoro del Campo deja abiertas sus puertas al público permanentemente en horario de miércoles a domingo. El antiguo monasterio, actualmente Enclave Monumental de San Isidoro del Campo, pertenece a la Red de Espacios Culturales de Andalucía, y además de ser un espacio cultural visitable, es escenario de actividades culturales de distinta índole, posee por ello un calendario de actividades muy amplio en este sentido.
Es actualmente propiedad de la Fundación Casa Álvarez de Toledo y Mencos que tiene suscrito un Convenio de colaboración y cesión temporal de uso compartido con la Junta de Andalucía. El monasterio San Isidoro del Campo fue declarado Monumento Histórico Artístico por Real Orden de 10 de abril de 1872, tanto por su valor arquitectónico como por su contenido de bienes muebles. Algunos de sus bienes muebles están incoados como BIC.

## Galería de imágenes

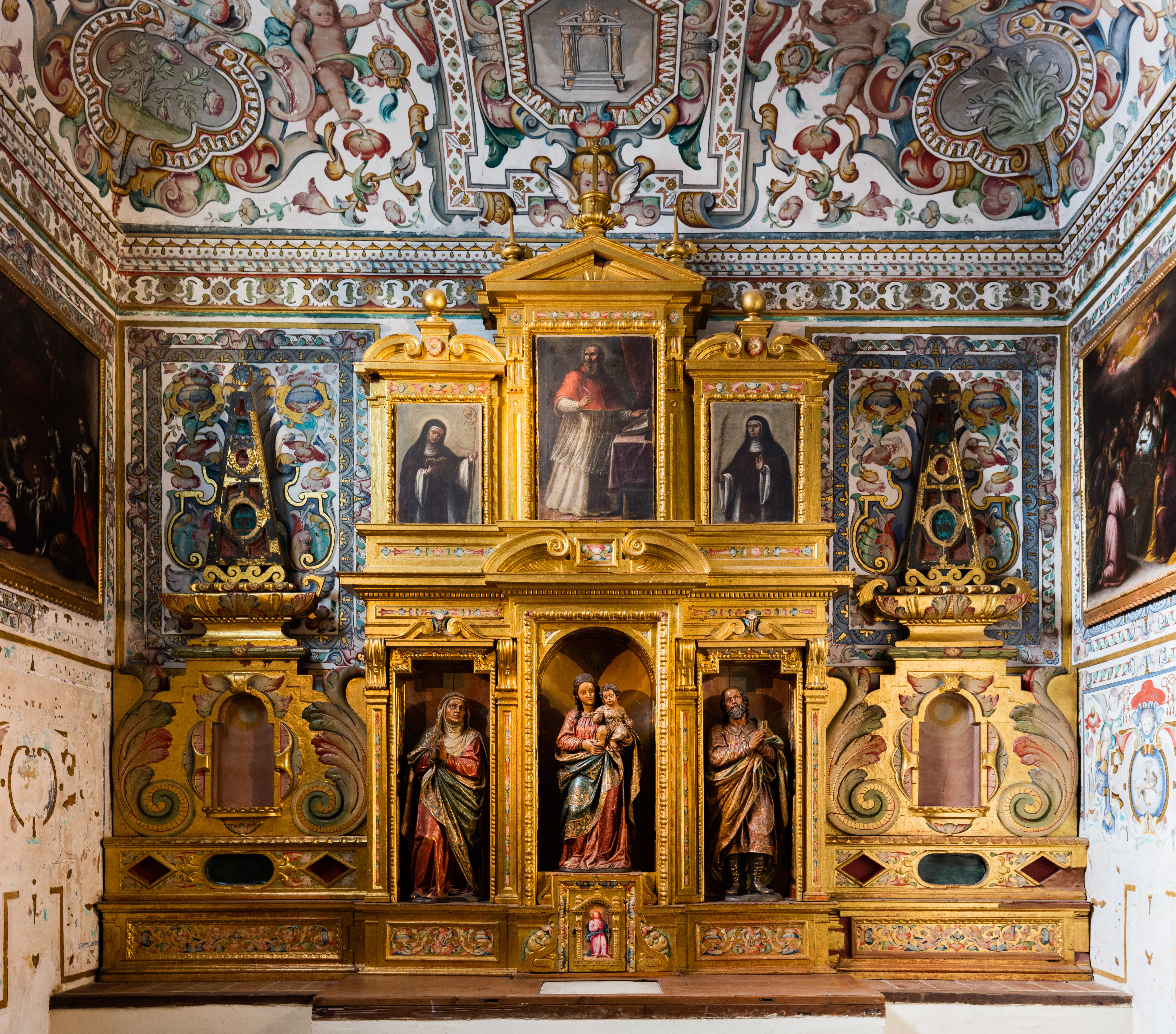
Capilla del Reservado.
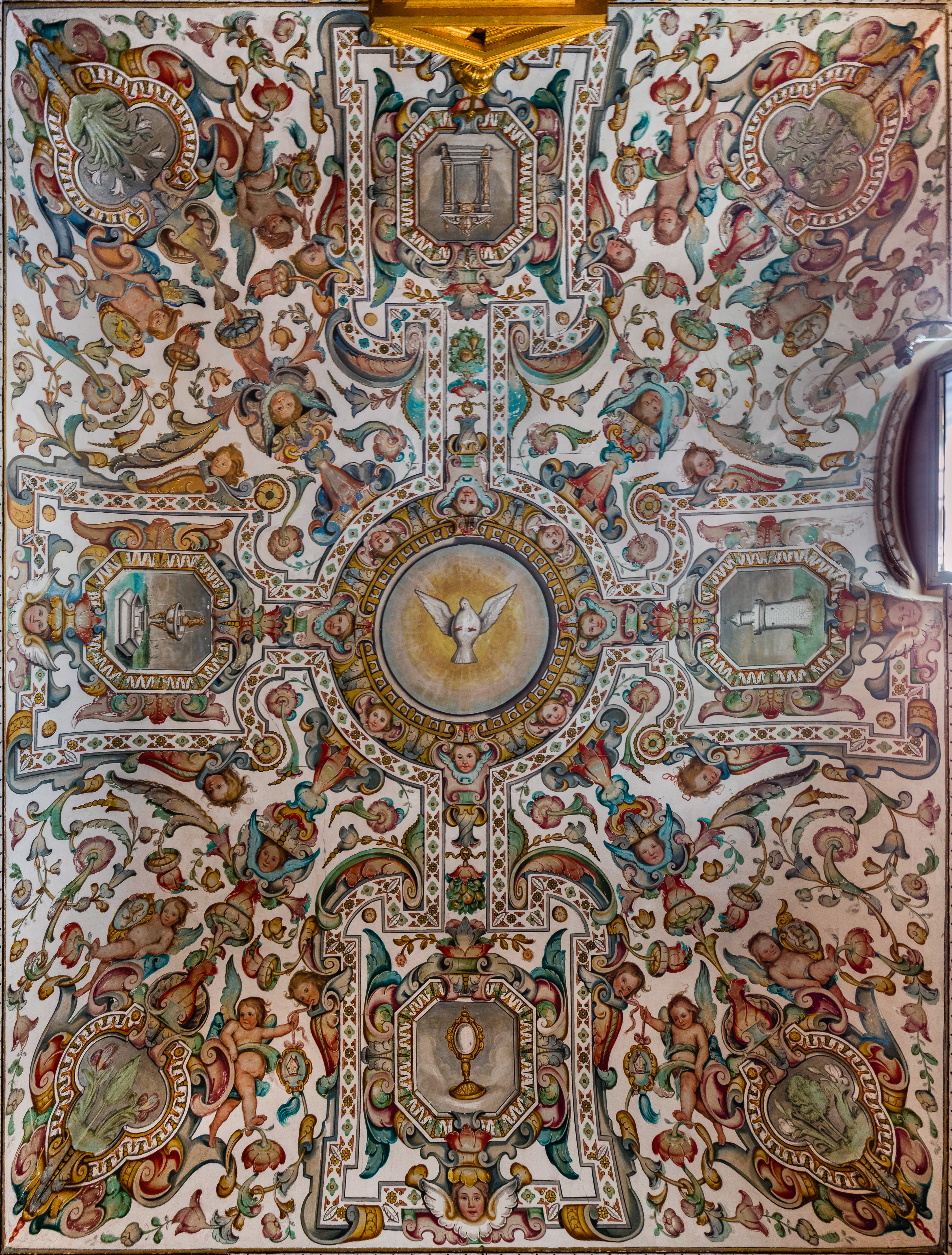
Techo de la capilla del Reservado.
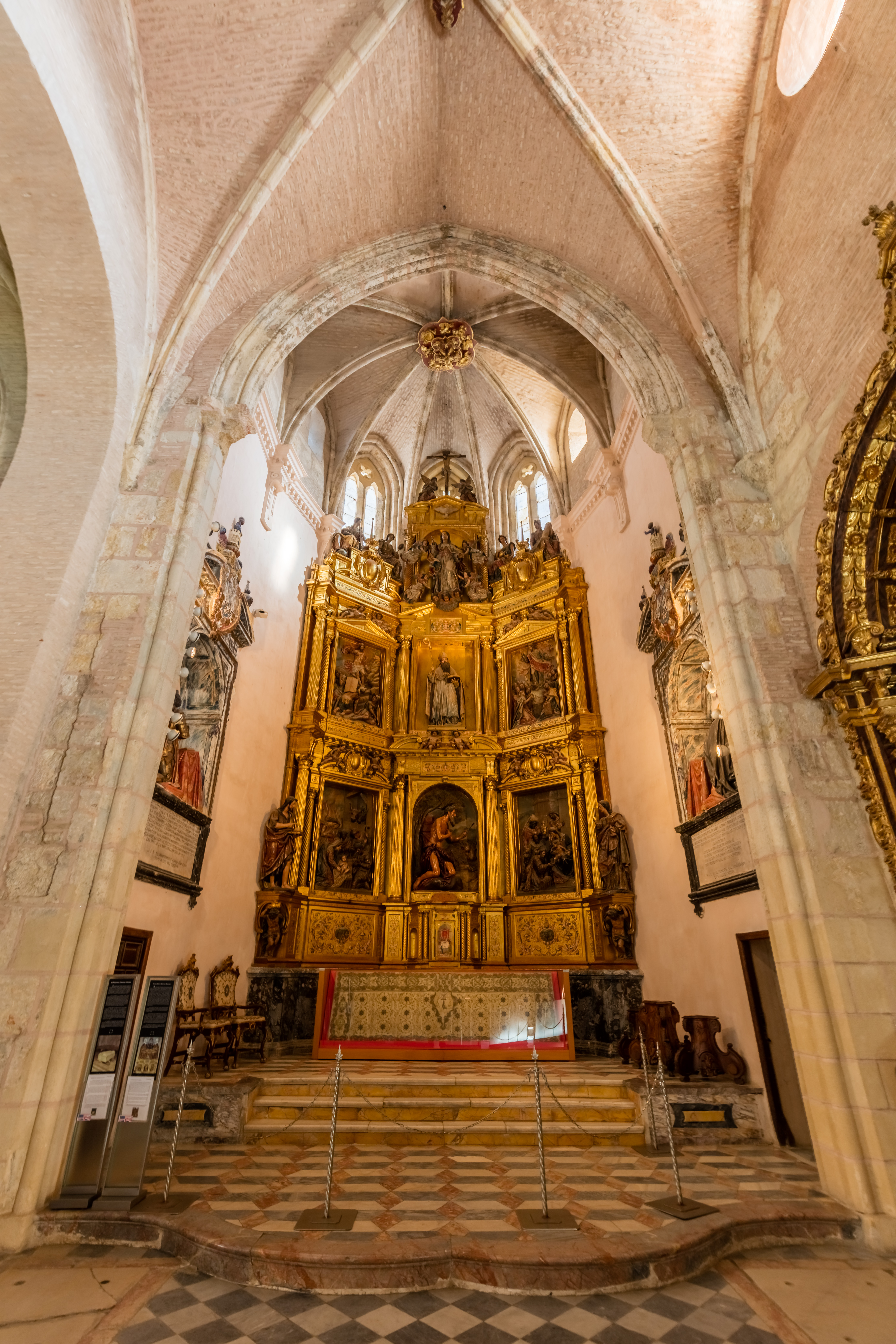
Retablo de la iglesia, obra de Martínez Montañés.
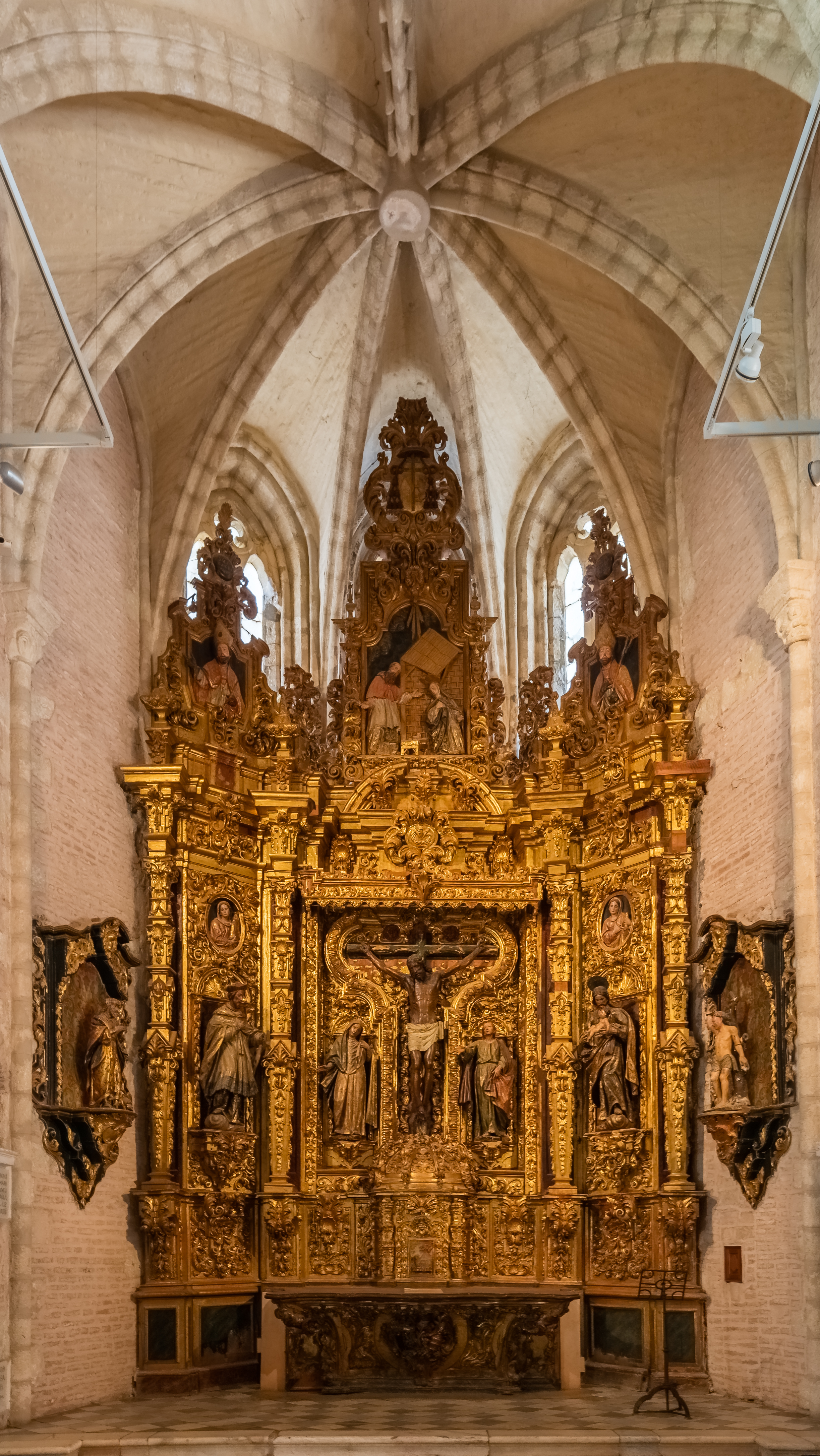
Otro retablo de la iglesia.
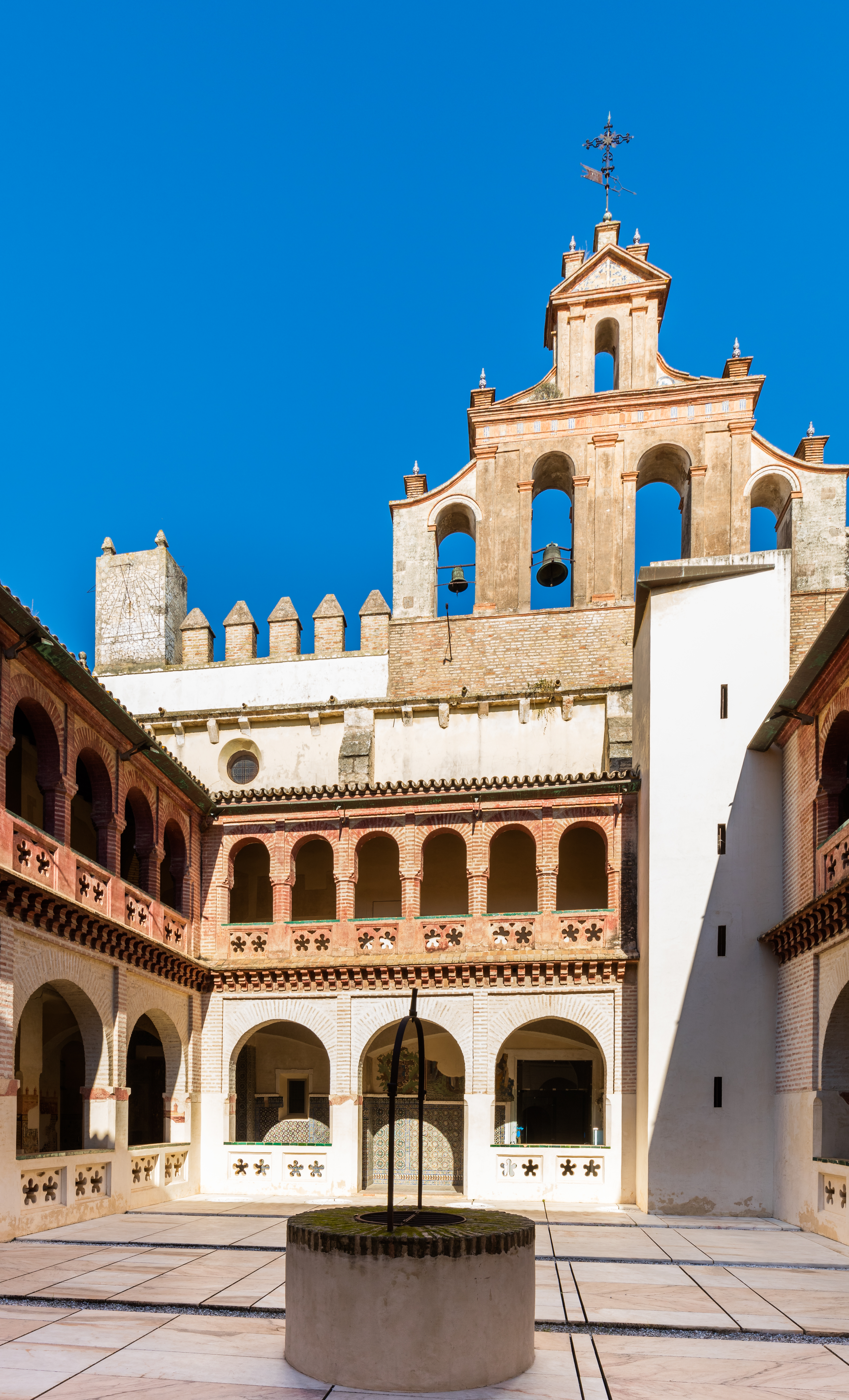
Claustro.
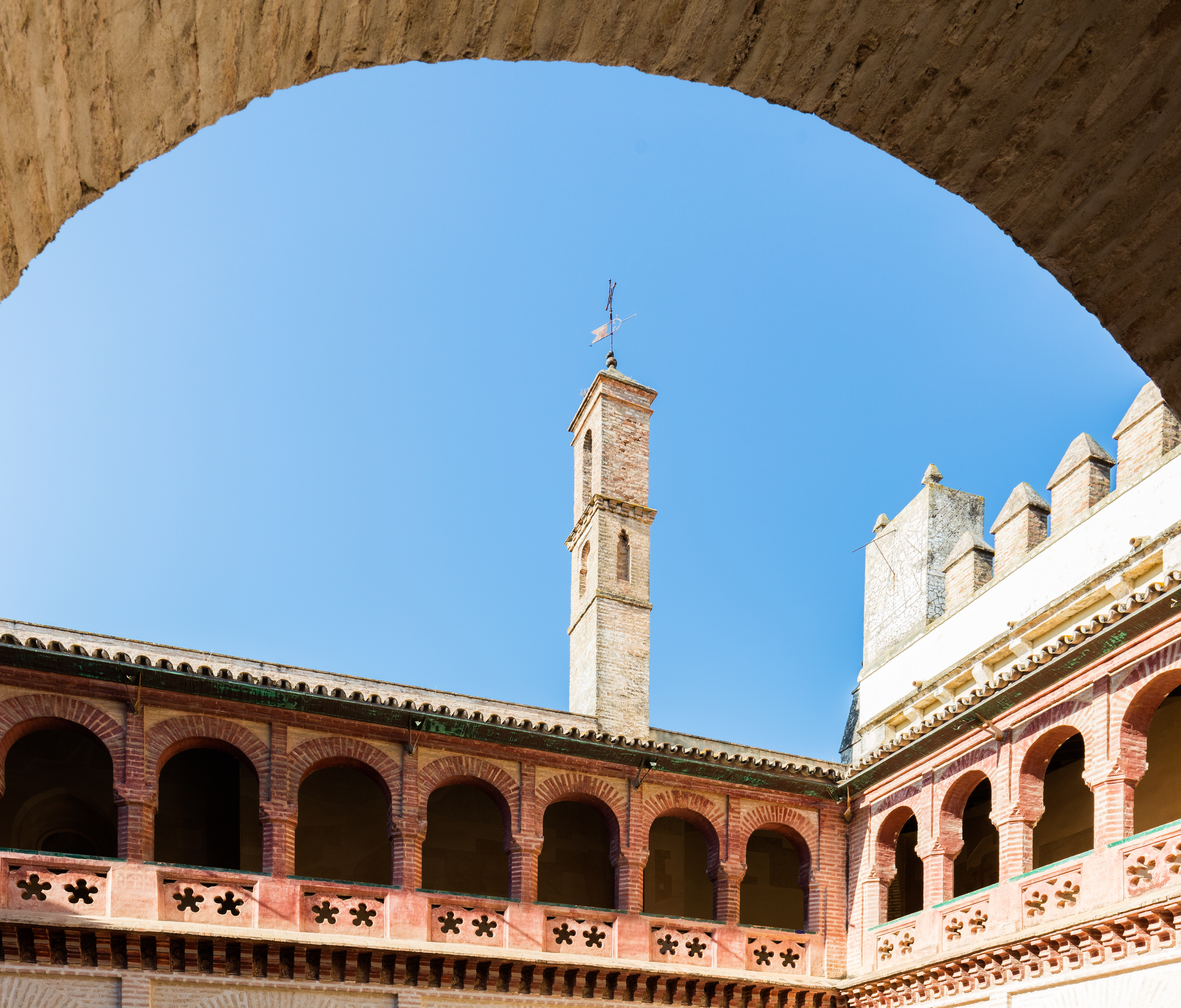
Arco del claustro.